# Мері Елізабет Вінстед
Ме́рі Елі́забет Ві́нстед (англ. Mary Elizabeth Winstead; нар. 28 листопада 1984, Рокі-Маунт, Північна Кароліна) — американська акторка та співачка. Відома як «королева крику» через ролі у фільмах «Дзвінок 2», «Чорне Різдво», «Пункт призначення 3», «Невбиваний». Але жанром жахів акторка не обмежується, про що свідчить її робота в фантастиці «Вищий пілотаж», драмедії «Боббі» та «Міцному горішку 4». На початку кар'єри була номінована на престижні американські премії молодим акторам, YoungStar Awards та Young Artist Awards, за роль у серіалі «Пристрасть» (англ. Passions, 1999—2000) та ставала лауреаткою Премії Гільдії кіноакторів США у складі акторського ансамблю фільму «Боббі». Володарка премії «Еммі» (2013) та «Сатурн» (2017) року.

## Біографія

### Дитинство
Народилась 28 листопада 1984-го року в Рокі-Маунт, Північна Кароліна, США.
Дочці Бетті Лу та Джеймса Роналда Вінстед було 5 років, коли вона разом з сім'єю переїхала в передмістя Солт-Лейк-Сіті, штат Юта. Її зацікавленість мистецтвом почало проявлятись в акторській діяльності та балеті. 11-річна Вінстед зіграла в балеті «Лускунчик» версії Маунтін-Вест. Перспективна юна балерина отримала можливість продовжити навчання танцям за літньою програмою відомої Балетної школи Джоффрі (англ. Joffrey Ballet School) в Нью-Йорку. У ній Мері вирішила не лише займатися балетом та джазовим танцем, але й отримати навички акторського мистецтва. Унаслідок Мері Елізабет потрапила на Бродвей під час успішного запуску мюзиклу «Йосип і його дивовижний різнокольоровий плащ снів» з Донні Осмондом у головній ролі і стала членкинею Міжнародного дитячого хору.

## Кар'єра
Мері Елізабет Вінстед розпочала телекар'єру в 13 років, знявшись в епізодичній ролі в драмі «Дотик ангела» (англ. Touched by an Angel); після чого була роль Джессіки Беннет у «мильній опері» Пристрасть на каналі NBC, в якій вона грала з 1999 до 2000 року. Потім з'явилась в епізодах у серіалі «Вовче озеро» та телефільмові «Острів монстрів».
Вінстед лбирає напрямок незалежного кінематографу і отримує роль єврейської дочки схибленої сімейки в комедії Джеффа Хеа «Звільняючи місце». Але найуспішнішим у телевізійній кар'єрі стає робота в діснеївському фільмі «Вищий пілотаж», на який чекав фінансовий успіх та хороші відгуки критики.
Після діснеївської комедії Мері Елізабет налагоджує стосунки з командою креативників, Джеймсом Вонгом і Гленом Морганом, відомих своїм вкладом у легендарний містично-фантастичний серіал «Цілком таємно». Разом з Раяном Мерріманом акторка стає зіркою фільму «Пункт призначення 3». Обидва головні герої не знайшли собі місця в другій частині, але третя, про відчуття великого лиха на американських гірках і про план Смерті добити тих, хто вижили в катастрофі, досі вважається найкращою.
У 2007-му Квентін Тарантіно бере Вінстед у проєкт «Грайндхаус», у свій гостросюжетний фільм «Доказ смерті». Квитків на фільм продали мало, зате кінокритика була в захваті. Влітку того ж року Вінстед знялась в екшені «Міцний горішок 4.0» з Брюсом Віллісом, який здобув понад 380 мільйонів доларів виручки від світового кінопрокату та збільшив рейтинг популярності Мері Елізабет.
Акторка пробувалася на роль Диво-жінки в екранізації коміксу «Ліга Справедливості». В 2008 вона виконала головну роль у танцювальній драмі «Зроби крок» та в 2009-му знялася в комікс-адаптації Едгара Райта «Скотт Пілігрим проти світу» разом з Майклом Сера. У 2011 році зіграла Кейт Ллойд у фільмі «Дещо» (інша назва «Щось»).

## Особисте життя
Її зріст — 1,73 м. Любить куховарити, танцювати і співати. Список улюблених фільмів включає «Бульвар Сансет» (1950) і «Фарґо» (1996).
У липні 2010 року в інтерв'ю Spin.com заявила про заручини з письменником Райлі Стернсом і повідомила, що одружиться у рідному місті нареченого, Остіні, штат Техас, у жовтні 2010. 14 травня 2017 року розлучилася з чоловіком після майже 7 років подружнього життя.
У травні 2017 року почала стосунки з актором Юеном Мак-Грегором, з яким познайомилася на знімальному майданчику «Фарґо». Мак-Грегор розійшовся зі своєю дружиною (офіційно розлучився — у січні 2018). У червні 2021 року народила сина Лорі.

## Фільмографія

### Кіно
| Рік  |     | Українська назва                          | Оригінальна назва                                   | Роль                          |
| ---- | --- | ----------------------------------------- | --------------------------------------------------- | ----------------------------- |
| 2005 | ф   | Дзвінок 2                                 | англ. The Ring Two                                  | Янг Евелін                    |
| 2005 | ф   | Вищий пілотаж                             | англ. Sky High                                      | Гвен Грейсон / «Королева Зла» |
| 2005 | в   | Звільняючи місце                          | англ. Checking Out                                  | Ліза Епл                      |
| 2006 | ф   | Пункт призначення 3                       | англ. Final Destination 3                           | Венді Крістенсен              |
| 2006 | ф   | Я спокусила Енді Воргола                  | англ. Factory Girl                                  | Інгрід Суперстар              |
| 2006 | ф   | Чорне Різдво                              | англ. Black Christmas                               | Гізер Фіцджеральд             |
| 2006 | ф   | Боббі                                     | англ. Bobby                                         | Сьюзен Тейлор                 |
| 2007 | ф   | Міцний горішок 4                          | англ. Live Free or Die Hard                         | Люсі МакКлейн                 |
| 2007 | ф   | Доказ смерті                              | англ. Death Proof                                   | Лі Монтгомері                 |
| 2008 | ф   | Зроби крок                                | англ. Make It Happen                                | Лорін                         |
| 2010 | ф   | Скотт Пілігрим проти світу                | англ. Scott Pilgrim vs. the World                   | Рамона Флаверс                |
| 2011 | ф   | Щось                                      | англ. The Thing                                     | Кейт Лойд                     |
| 2012 | ф   | В мотлох                                  | англ. Smashed                                       | Кейт Ганна                    |
| 2012 | ф   | Запаморочливі фантазії Чарлі Свона III    | англ. A Glimpse Inside the Mind of Charles Swan III | Кейт                          |
| 2012 | ф   | Президент Лінкольн: Мисливець на вампірів | англ. Abraham Lincoln: Vampire Hunter               | Мері Тодд Лінкольн            |
| 2013 | ф   | Міцний горішок 5                          | англ. A Good Day to Die Hard                        | Люсі МакКлейн                 |
| 2013 | ф   | Дорослі діти розлучення                   | англ. A.C.O.D.                                      | Лорен Стрінгер                |
| 2013 | ф   | Захоплюючий час                           | англ. The Spectacular Now                           | Голлі Кілі                    |
| 2014 | ф   | Вади                                      | англ. Faults                                        | Клер / Іра                    |
| 2014 | ф   | Убити посланця                            | англ. Kill the Messenger                            | Анна Саймонс                  |
| 2014 | ф   | Алекс із Венеції                          | англ. Alex of Venice                                | Алекс Веддер                  |
| 2014 | док |                                           | англ. Showing Up                                    | Грає себе                     |
| 2016 | ф   | Голлери                                   | англ. The Hollars                                   | Ґвен                          |
| 2016 | ф   | Вулиця Монстро, 10                        | англ. 10 Cloverfield Lane                           | Мішель                        |
| 2016 | ф   | Людина — швейцарський ніж                 | англ. Swiss Army Man                                | Сара                          |
| 2018 | ф   | Усе про Ніну                              | англ. All About Nina                                | Ніна Ґельд                    |
| 2019 | ф   | Двійник                                   | англ. Gemini Man                                    | Денні Закарвескі              |
| 2019 | ф   | Той, хто мене чує                         | англ. The Parts You Lose                            | Ґеіл                          |
| 2020 | ф   | Хижі пташки                               | англ. Birds of Prey                                 | Гелена Бертінеллі / Мисливиця |
| 2021 | ф   | Кейт                                      | англ. Kate                                          | Кейт                          |
| 2024 | ф   | Грип багатих                              | англ. Rich Flu                                      | Лора Палмер                   |

### Телебачення
| Рік       |    | Українська назва       | Оригінальна назва           | Роль                                                                               |
| --------- | -- | ---------------------- | --------------------------- | ---------------------------------------------------------------------------------- |
| 1997      | с  | Дотик янгола           | англ. Touched by an Angel   | Крісті (3 сезон, епізод 28 — «A Delicate Balance»)                                 |
| 1998      | с  | Земля обітована        | англ. Promised Land         | Хлоя (2 сезон, епізод 12 — «Recycled»; 3 сезон, епізод 6 — «Denver: Welcome Home») |
| 1999      | тф | Довга дорога додому    | англ. The Long Road Home    | Енні Джейкобс                                                                      |
| 1999—2000 | с  | Пристрасті             | англ. Passions              | Джессіка Беннет (89 епізодів)                                                      |
| 2001—2002 | с  | Вовче озеро            | англ. Wolf Lake             | Софія Доннер (головна роль)                                                        |
| 2004      | с  | Поклик Тру             | англ. Tru Calling           | Бріджіт Елкінс (1 сезон, епізод 8 — «Closure»)                                     |
| 2004      | тф | Острів монстрів        | англ. Monster Island        | Медісон                                                                            |
| 2012      | с  | Внутрішня краса        | англ. The Beauty Inside     | Лія (головна роль, 6 епізодів)                                                     |
| 2015      | с  | Повернені              | англ. The Returned          | Роуен Блекшоу (головна роль)                                                       |
| 2016      | с  | Безмозкі               | англ. BrainDead             | Лорел Гілі (головна роль)                                                          |
| 2016—2017 | с  | Вулиця Милосердя       | англ. Mercy Street          | Мері Фінні (головна роль, 10 із 12 епізодів)                                       |
| 2017      | с  | Фарґо                  | англ. Fargo                 | Ніккі Сванґо (головна роль 3-го сезону)                                            |
| 2019      | с  | Любов, смерть і роботи | англ. Love, Death & Robots  | Ґейл (1 сезон, епізод 16 — «Льодовиковий період»)                                  |
| 2023      | с  | Асока                  | англ. Ahsoka                | Гера Синдулла (головна роль)                                                       |
| 2024      | с  | Джентльмен у Москві    | англ. A Gentleman in Moscow | Анна Урбанова (головна роль, 7 з 8 епізодів)                                       |

### Озвучення
| Рік  |    | Українська назва                           | Оригінальна назва                              | Роль                                                   |
| ---- | -- | ------------------------------------------ | ---------------------------------------------- | ------------------------------------------------------ |
| 2017 | мс | Небезпека і яйця                           | англ. Danger & Eggs                            | Трікс Бліксон (епізод 12a&b — The Big Z / Trix Blixon) |
| 2020 | в  | Скотт Пілігрим проти Світової водної кризи | англ. Scott Pilgrim vs. the World Water Crisis | Рамона Флаверс                                         |
| 2023 | мс | Скотт Пілігрим стає до бою                 | англ. Scott Pilgrim Takes Off                  | Рамона Флаверс (головна роль, 8 епізодів)              |

## Нагороди та номінації
| Рік  | Премія                     | Організація                                             | Номінація                                                                | Роль                                      | Примітки                                | Результат |
| ---- | -------------------------- | ------------------------------------------------------- | ------------------------------------------------------------------------ | ----------------------------------------- | --------------------------------------- | --------- |
| 2020 | Midseason Award            | Hollywood Critics Association                           | Best Supporting Actress                                                  | «Хижі пташки (та фантастична Гарлі Квін)» |                                         | Номінація |
| 2019 | EDA Special Mention Award  | Alliance of Women Film Journalists                      | Bravest Performance                                                      | All About Nina (2018)                     |                                         | Номінація |
| 2018 | Saturn Award               | Academy of Science Fiction, Fantasy & Horror Films, USA | Best Actress on Television                                               | «Фарго» (телесеріал)                      |                                         | Номінація |
| 2018 | Critics Choice Award       | Broadcast Film Critics Association Awards               | Best Supporting Actress in a Movie Made for Television or Limited Series | «Фарго» (телесеріал)                      |                                         | Номінація |
| 2018 | IFJA Award                 | Indiana Film Journalists Association, US                | Best Actress                                                             | All About Nina (2018)                     |                                         | Номінація |
| 2017 | Saturn Award               | Academy of Science Fiction, Fantasy & Horror Films, USA | Best Actress                                                             | «Вулиця Монстро, 10»                      |                                         | Перемога  |
| 2017 | ACCA TV                    | Awards Circuit Community Awards                         | Best Supporting Actress (TV Movie or Mini-Series)                        | «Фарго» (телесеріал)                      |                                         | Номінація |
| 2017 | Gold Derby TV Award        | Gold Derby Awards                                       | TV Movie/Mini Supporting Actress                                         | «Фарго» (телесеріал)                      |                                         | Номінація |
| 2017 | WinneriHorror Award        | iHorror Awards                                          | Best Actress — Horror Film                                               | «Вулиця Монстро, 10»                      |                                         | Перемога  |
| 2017 | OFTA Television Award      | Online Film & Television Association                    | Best Supporting Actress in a Motion Picture or Limited Series            | «Фарго» (телесеріал)                      |                                         | Номінація |
| 2016 | BloodGuts UK Horror Award  | BloodGuts UK Horror Awards                              | Best Actress                                                             | «Вулиця Монстро, 10»                      |                                         | Номінація |
| 2016 | Fright Meter Award         | Fright Meter Awards                                     | Best Actress in a Leading Role                                           | «Вулиця Монстро, 10»                      |                                         | Номінація |
| 2016 | Golden Schmoes             | Golden Schmoes Awards                                   | Best Actress of the Year                                                 | «Вулиця Монстро, 10»                      |                                         | Номінація |
| 2014 | BloodGuts UK Horror Award  | BloodGuts UK Horror Awards                              | Best Actress                                                             | Faults (2014)                             |                                         | Номінація |
| 2013 | WinnerDaytime Emmy         | Daytime Emmy Awards                                     | Outstanding New Approaches — Original Daytime Program or Series          | The Beauty Inside (2012)                  | Разом з іншими членами знімальної групи | Перемога  |
| 2013 | Independent Spirit Award   | Film Independent Spirit Awards                          | Best Female Lead                                                         | Smashed (2012)                            |                                         | Номінація |
| 2013 | NCFCA Award                | North Carolina Film Critics Association                 | Best Actress                                                             | Smashed (2012)                            |                                         | Номінація |
| 2012 | PFCS Award                 | Phoenix Film Critics Society Awards                     | Best Actress in a Leading Role                                           | Smashed (2012)                            |                                         | Номінація |
| 2011 | Teen Choice Award          | Teen Choice Awards                                      | Choice Movie Actress: Action                                             | «Скотт Пілігрим проти світу»              |                                         | Номінація |
| 2010 | Golden Schmoes             | Golden Schmoes Awards                                   | Best T&A of the Year                                                     | «Скотт Пілігрим проти світу»              |                                         | Номінація |
| 2007 | Critics Choice Award       | Broadcast Film Critics Association Awards               | Best Acting Ensemble                                                     | «Боббі»                                   | Разом з іншими акторами                 | Номінація |
| 2007 | Scream Award               | Scream Awards                                           | Scream Queen                                                             | Black Christmas (2006)                    |                                         | Номінація |
| 2007 | Actor                      | Screen Actors Guild Awards                              | Outstanding Performance by a Cast in a Motion Picture                    | «Боббі»                                   | Разом з іншими акторами                 | Номінація |
| 2006 | WinnerHollywood Film Award | Hollywood Film Awards                                   | Ensemble of the Year                                                     | «Боббі»                                   | Разом з іншими акторами                 | Перемога  |
| 2001 | Young Artist Award         | Young Artist Awards                                     | Best Performance in a Daytime TV Series — Young Actress                  | Passions (1999)                           |                                         | Номінація |
| 2000 | YoungStar Award            | YoungStar Awards                                        | Best Young Actress/Performance in a Daytime TV Series                    | Passions (1999)                           |                                         | Номінація |